# 佐伯交通
佐伯交通有限会社（さいきこうつう）は、広島県廿日市市永原（ながはら）に本社を置くタクシー・バス事業者会社である。
2011年12月1日より「廿日市さくらバス」佐伯さくら号の運行受託を開始した。

## 概要
PASPYの利用はできない。バスカードも利用できなかった。

## 営業所（車庫）所在地
- 本社：広島県廿日市市永原1237番地1
- 玖島車庫：広島県廿日市市玖島4365-1
- 廿日市営業所：広島県廿日市市宮内4787番地3

## 車両
- かつては三菱ふそう・エアロミディMJが使用されていたが、2010年2月よりバリアフリー化に伴い日野・ポンチョに代替された。
- 2013年11月頃には、浅原線（津田交通が運行）で使用されていた三菱ふそう・エアロミディが転用され、日野・ポンチョはおおのハートバスに転用された。
- 2015年9月頃には、児童の登校を含めた平日朝の通学便平均乗車人数が約8.8人、最大乗車人数は11人[1]であることから、トヨタ・ハイエースへ代替され、三菱ふそう・エアロミディMJが佐伯地域自主運行バス浅原線で再び使用されることとなった。
- トヨタ・ハイエースは、佐伯デマンドバスにも使用されている。

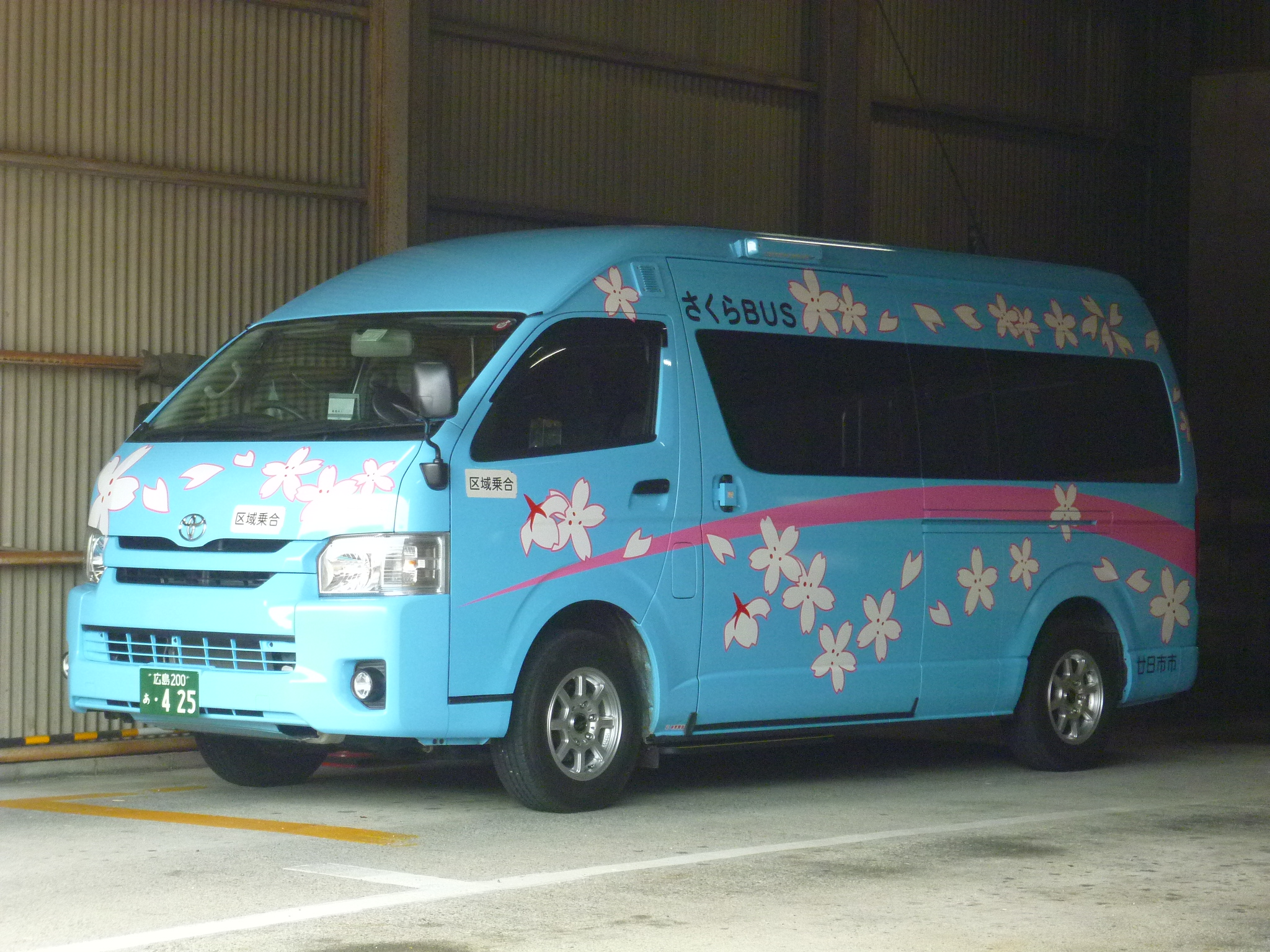
2015年9月頃から使用されている路線バスの車両
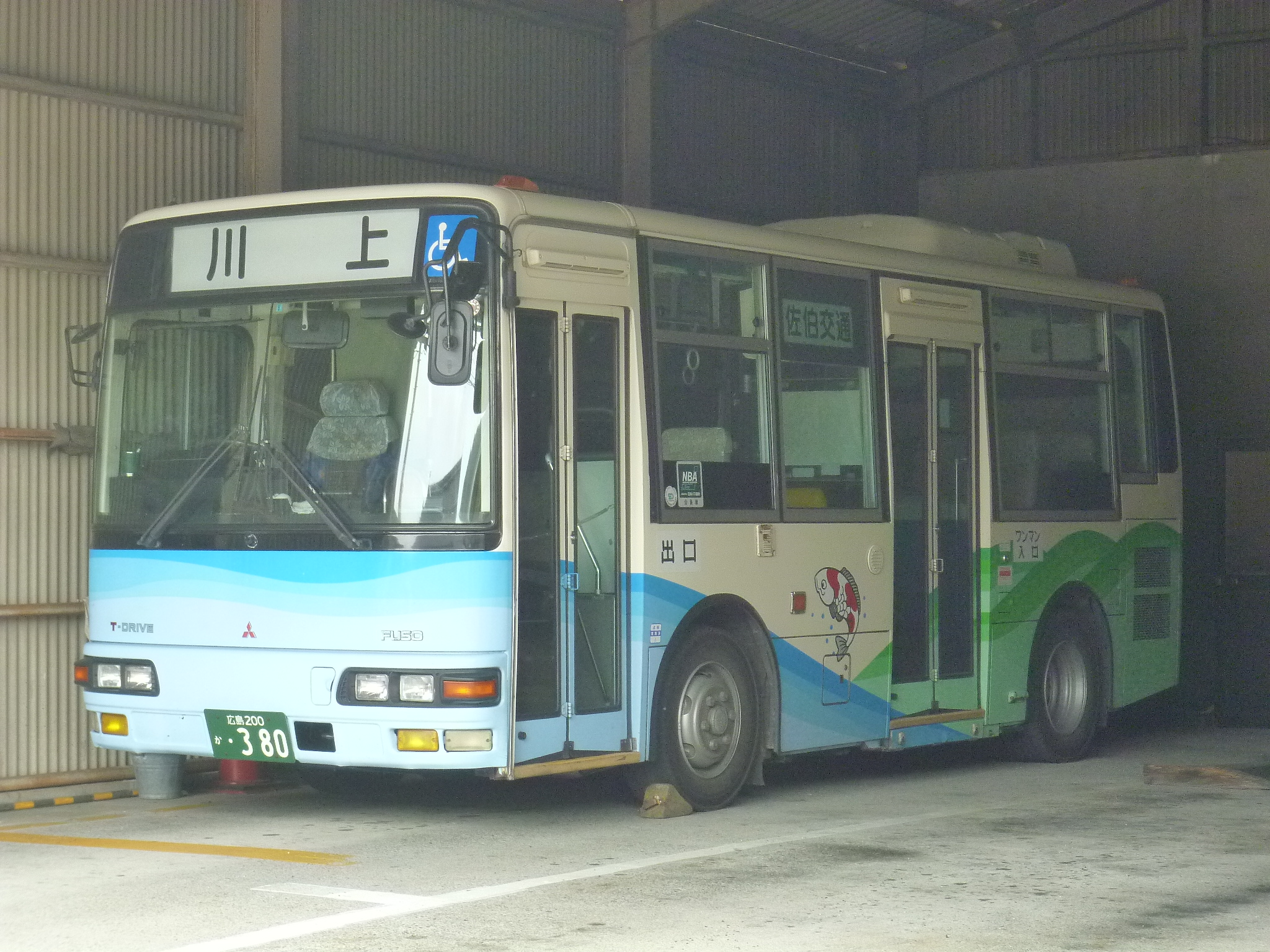
2013年11月頃から2015年9月頃まで使用されていた路線バスの車両
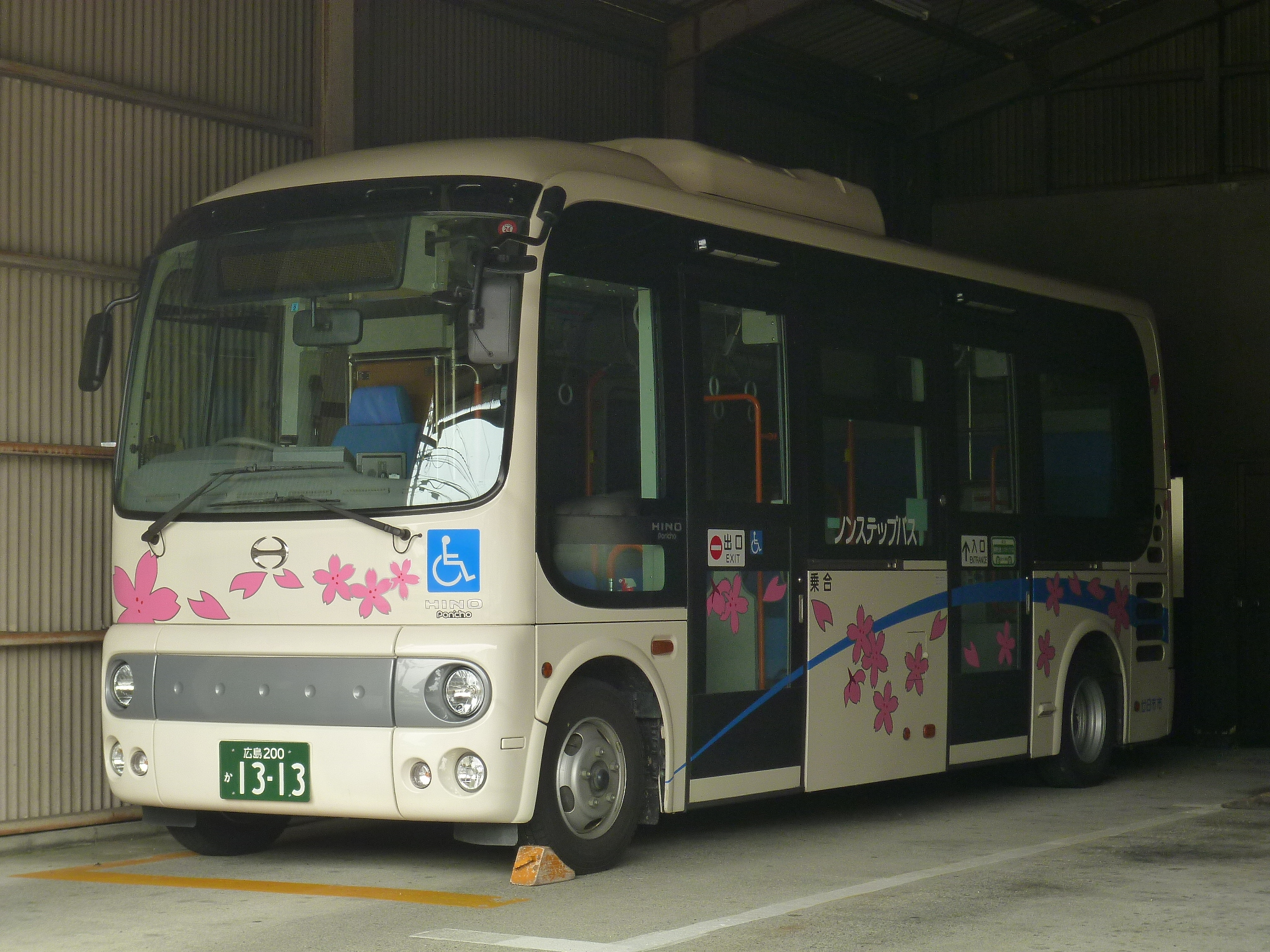
2010年2月から2013年11月頃まで使用されていた路線バスの車両
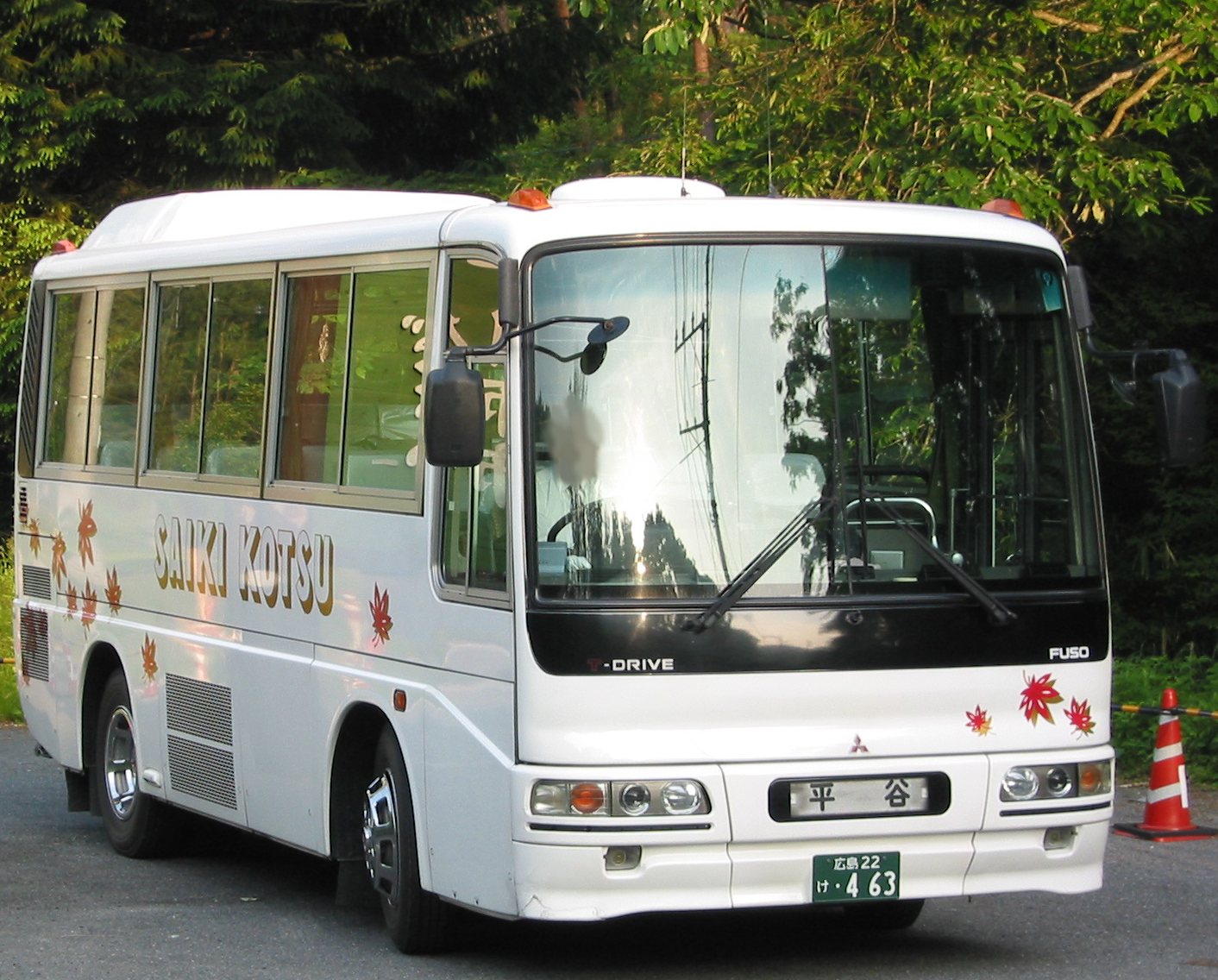
2010年2月まで使用されていた路線バスの車両（2007年撮影）